# Karya Makmur (Labuhan Maringgai)
Karya Makmur is een bestuurslaag in het regentschap Lampung Timur van de provincie Lampung, Indonesië. Karya Makmur telt 2594 inwoners (volkstelling 2010).